# Novembre 1874

## Événements
- 17 novembre (Bagamoyo) : début de l'exploration du Congo par Henry Morton Stanley (fin en 1877) qui traverse l’Afrique d’est en Ouest en partant de Zanzibar.

## Naissances
- 3 novembre : Lucie Delarue-Mardrus, romancière, et historienne française († 1945).
- 8 novembre : Olivar Asselin, journaliste
- 14 novembre : Julien t' Felt, peintre et illustrateur belge († 14 février 1933).
- 27 novembre : Chaim Weizmann, premier président de l'État d'Israël.
- 28 novembre : Bombita (Emilio Torres Reina), matador espagnol († 19 janvier 1947).
- 30 novembre :
  - Winston Churchill, homme politique britannique.
  - Lucy Maud Montgomery, auteure.

## Décès
- 4 novembre : Louisy Mathieu.
- 15 novembre : Giuseppe Gabriel Balsamo-Crivelli, naturaliste italien (° 1er septembre 1800).
- 21 novembre : Sir William Jardine, septième baron d'Applegirth, naturaliste britannique (° 23 février 1800).